# Convenția cu privire la Drepturile Copilului
Convenția cu privire la Drepturile Copilului a fost adoptată de către Adunarea Generala a Națiunilor Unite la data de 20 noiembrie 1989. Convenția a fost asumată și de România prin adoptarea Legii nr. 18/1990 pentru ratificarea Convenției cu privire la drepturile copilului (publicată în Monitorul Oficial nr. 314 din 13 iunie 2001).
Până în prezent, Convenția a fost adoptată de 196 de țări, membre ale Națiunilor Unite (cu excepția SUA). Orice stat care semnează și ratifică Convenția se obligă să aplice integral și corespunzător standardele juridice în domeniul promovării și protecției drepturilor copilului.
Convenția privind Drepturile Copilului incorporează, mai mult decât oricare alt document, întreg spectrul drepturilor omului – civile, politice, economice, sociale și culturale cu scopul de a asigura dezvoltarea completă a potențialului copiilor într-o atmosferă de libertate, demnitate și justiție. Convenția definește într-un mod cuprinzător drepturile copilului.

## Istoric
Mișcarea de promovare a drepturilor copilului a început în anul 1924, odată cu adoptarea de către Liga Națiunilor Unite a Declarației Drepturilor Copilului elaborată de Eglantyne Jebb, fondatoarea mișcării Salvați Copiii din Marea Britanie. Cu toate acestea, Declarația de la Geneva din 1924 privind Drepturile Copilului nu a avut putere executorie în dreptul internațional, ci mai degrabă a avut un rol orientativ pentru țările membre. La 20 noiembrie 1989, Adunarea Generală a Organizației Națiunilor Unite a adoptat o versiune mult mai extinsă, ca declarație proprie a Drepturilor Copilului, în timpul Convenției privind Drepturile Copilului, adăugând zece principii suplimentare celor cinci principii originale. La 2 septembrie 1990 Convenția a devenit lege internațională.

## Conținut
Convenția constă din 54 de articole care adresează nevoile de bază ale copiilor de pretutindeni precum: dreptul la viață, dreptul de a dezvolta la maximum potențialul lor, dreptul la protecție față de influențele dăunătoare, dreptul de a fi protejați de abuz și exploatare, precum și dreptul de a participa pe deplin la viața de familie, viața culturală și socială. Cele patru principii de bază ale Convenției sunt nediscriminarea, devotamentul față de interesul superior al copilului, dreptul la viață, supraviețuire și dezvoltare, precum și respectul pentru punctele de vedere ale copilului.

## Ratificare
Până în octombrie 2023, 196 țări au ratificat, acceptat sau au aderat la textul Convenției (cu unele rezerve sau interpretări), incluzând toți membrii ONU cu excepția Statelor Unite ale Americii.